# باتری سی‌آر-وی۳
باتری سی‌آر-وی۳(به انگلیسی: CR-V3 battery یا CRV3) گونه‌ای از باتری‌های پیل خشک است که به شکل دو باتری ای‌ای به هم چسبیده بوده و ولتاژ ۳ ولت را تأمین می‌کند. این باتری در برخی تجهیزات الکتریکی مانند دوربین‌های عکاسی کاربرد دارد.